# Старое Село (Антушевский сельсовет)
Старое Село — деревня в Белозерском районе Вологодской области.
Входит в состав Антушевского сельского поселения, с точки зрения административно-территориального деления — в Антушевский сельсовет.
Расположена на берегу Лозского озера. Расстояние по автодороге до районного центра Белозерска составляет 19 км, до центра муниципального образования села Антушево — 4 км. Ближайшие населённые пункты — Березово, Левково, Никоновская.
Население по данным переписи 2002 года — 27 человек (15 мужчин, 12 женщин). Преобладающая национальность — русские (92 %).